# Tjörnin
Tjörnin (islandsk for "Indsøen") er en lavvandet indsø i centrum af Reykjavik. Vandet i Tjörnin kommer fra Vatnsmýrin syd for søen, og forlader den via vandløbet Lækurinn som rinder under Lækjargata og ud i havet i vigen.
Ved Tjörnin står der mange vigtige bygninger, blandt andet Reykjavik Rådhus, Iðnaðarmannahúsið, skolen Tjarnarskóli, Reykjavik kunstmuseum og Frikirken i Reykjavik. Parken Hljómskálagarðurinn ligger der også.
På og ved søen er der meget fugleliv, og man kan observere mange forskellige arter. Mange Reykjavik-boere tager ned til Tjörnin for at smide krummer til ænderne.